# Xenungulata
Gli xenungulati (Xenungulata) sono un gruppo di mammiferi estinti di incerta collocazione sistematica. Vissero tra il Paleocene medio e l'Eocene inferiore (circa 61 - 50 milioni di anni fa) e i loro resti fossili sono stati ritrovati in Sudamerica.

## Descrizione
Questi animali comprendono i più grossi mammiferi del Paleocene sudamericano: il genere tipo, Carodnia, poteva raggiungere la taglia di un tapiro asiatico attuale (Tapirus indicus) e il peso di svariati quintali. Gli xenungulati dovevano possedere un corpo massiccio e zampe robuste e forti; il modo di muoversi doveva essere simile a quello degli elefanti. Oltre al grande Carodnia, sono conosciute alcune forme di minori dimensioni (Etayoa della taglia di un grosso cane, Notoetayoa grande forse quanto un montone) e il grande e primitivo Rodcania, ma è probabile che le caratteristiche generali di questi animali fossero le stesse. 
Gli xenungulati erano caratterizzati da una dentatura bilofodonte nei primi due molari superiori e inferiori, molto simile a quella presente nei piroteri, di poco successivi. Tuttavia, la struttura degli altri denti era piuttosto diversa (il terzo molare e i premolari, in particolare), così come quella delle zampe. Carodnia era dotato di potenti canini inferiori e superiori, incisivi taglienti e premolari molto complessi, di cui il secondo superiore di enorme taglia. Caratteristiche simili si riscontrano negli altri generi. La mandibola era robusta e dotata di una sinfisi prolungata. 
Le zampe degli xenungulati erano molto simili, in quanto a struttura, a quelle di un altro gruppo misterioso di mammiferi, i dinocerati del Nordamerica e dell'Asia: l'omero, in particolare, era molto simile a quello del dinocerato Uintatherium. Le zampe terminavano in mani e piedi a cinque dita, corti e robusti, con falangi ungueali simili a zoccoli larghi e piatti, completamente diversi da quelli degli altri ungulati dell'America Meridionale (meridiungulati).

## Classificazione
Il nome Xenungulata venne istituito da Carlos de Paula Couto nel 1952, per accogliere il genere Carodnia; questo animale era stato precedentemente descritto da George Gaylord Simpson sulla base di resti molto parziali della dentatura, ed era stato accostato ai piroteri. Paula Couto poté usufruire di ulteriori fossili più completi e comprese che le somiglianze di Carodnia con Pyrotherium erano solo superficiali e riguardavano principalmente la struttura dei molari bilofodonti. Uno studio successivo di Cifelli (1983) riportò in auge la possibile parentela con i piroteri per via di una presunta somiglianza dell'astragalo di questi due gruppi, ma venne riconosciuto in seguito che questa osservazione non era corretta (Gingerich, 1985).
La successiva scoperta di Etayoa fu decisiva per la conferma che gli xenungulati erano distinti da altri gruppi: Etayoa era difatti sprovvisto di un talonide lofato nei molari inferiori (al contrario di Carodnia) e, dal momento che i piroteri basali non mostrano una chiara lofodontia, si suppone che la bilofodontia si sia sviluppata separatamente negli xenungulati e nei piroteri (Villarroel, 1987). Più o meno nello stesso periodo esistevano altri grandi mammiferi bilofodonti chiaramente non imparentati né con i piroteri né con gli xenungulati, ovvero i bariteri africani (stretti parenti degli elefanti). alcune caratteristiche dentali degli xenungulati, inoltre, ricordano vagamente gli astrapoteri primitivi, come Trigonostylops. Altre possibili parentele proposte includono quelle con i già citati dinocerati laurasiatici, gli arctocioni (una parentela molto dubbia) e i piccoli anagalidi. 
I fossili degli xenungulati sono stati ritrovati in Brasile, Argentina, Colombia e Perù, a testimoniare la notevole diffusione e il successo di questi animali tra il Paleocene e l'Eocene inferiore. La scomparsa degli xenungulati potrebbe essere avvenuta a causa di cambiamenti climatici e conseguente riduzione dell'habitat, ma anche a causa della competizione esercitata da altri gruppi di ungulati sudamericani che nel frattempo si stavano sviluppando e diversificando.

## Paleoecologia
Probabilmente questi animali erano abitatori di foreste lussureggianti o di luoghi molto umidi e caldi, dove si cibavano di piante piuttosto tenere che trituravano grazie ai loro molari bilofodonti.